# Васыф-эфенди
Ахмет Васыф-эфенди (тур. Ahmet Vasıf Efendi; 1740, Багдад — 1806, Стамбул) — османский государственный деятель, дипломат и историк.

## Биография
Во время русско-турецкой войны 1768—1774 годов был взят в плен русскими и послужил посредником в мирных переговоров.
Продолжая службу на дипломатическом поприще, около 1779 года стал посланником в Мадриде.
Позднее служил в финансовом управлении, а в лагере при Мачине снова явился дипломатом и вел переговоры о мире.
В 1782 году подвергся опале и был сослан на остров Митилене, но около 1800 года был возвращен из ссылки, и назначен сперва государственным секретарем, потом — раис-эфенди (министром иностранных дел) и оставался в этой должности до самой смерти.

## Авторство
Как историк, известен своим сочинением Mehasinü’l-asar ve Hakayık’ul-ahbar, или Vasıf Tarihi, охватывающим историю Оcманской империи в 1166—1188 годах по хиджре, то есть с 1751 по 1774 год.